# Гренора (Північна Дакота)
Гренора (англ. Grenora) — місто (англ. city) в США, в окрузі Вільямс штату Північна Дакота. Населення — 221 особа (2020).

## Географія
Гренора розташована за координатами 48°37′12″ пн. ш. 103°56′12″ зх. д. / 48.62000° пн. ш. 103.93667° зх. д. (48.619901, -103.936656).  За даними Бюро перепису населення США в 2010 році місто мало площу 1,57 км², уся площа — суходіл.

## Демографія
Згідно з переписом 2010 року, у місті мешкали 244 особи в 98 домогосподарствах у складі 65 родин. Густота населення становила 155 осіб/км².  Було 121 помешкання (77/км²).
Расовий склад населення:
| - 97,5 % — білих - 0,8 % — корінних американців - 0,4 % — чорних або афроамериканців |

До двох чи більше рас належало 1,2 %. Частка іспаномовних становила 4,5 % від усіх жителів.
За віковим діапазоном населення розподілялося таким чином: 30,3 % — особи молодші 18 років, 55,8 % — особи у віці 18—64 років, 13,9 % — особи у віці 65 років та старші. Медіана віку мешканця становила 36,3 року. На 100 осіб жіночої статі у місті припадало 92,1 чоловіків;  на 100 жінок у віці від 18 років та старших — 104,8 чоловіків також старших 18 років.
Середній дохід на одне домашнє господарство  становив 65 420 доларів США (медіана — 51 458), а середній дохід на одну сім'ю — 80 232 долари (медіана — 76 250). За межею бідності перебувало 5,1 % осіб, у тому числі 5,6 % дітей у віці до 18 років та 0,0 % осіб у віці 65 років та старших.
Цивільне працевлаштоване населення становило 97 осіб. Основні галузі зайнятості: освіта, охорона здоров'я та соціальна допомога — 23,7 %, сільське господарство, лісництво, риболовля — 23,7 %, будівництво — 17,5 %, роздрібна торгівля — 12,4 %.